# David Tomlinson
David Tomlinson, född 7 maj 1917 i Henley-on-Thames, Oxfordshire, död 24 juni 2000 i London, var en brittisk skådespelare och komiker. Tomlinson är känd för sina roller i familjefilmerna Mary Poppins och Sängknoppar och kvastskaft.
David Tomlinson avled på sjukhus i sviterna av en stroke, 83 år gammal.

## Filmografi
- 1946 – Gastkramad
- 1947 – Miranda, sjöjungfrun
- 1950 – Försvunnen i Paris
- 1950 – Trähästen
- 1958 – Oss fifflare emellan
- 1963 – Tom Jones
- 1964 – Mary Poppins
- 1965 – Operation "Likvidering"
- 1965 – Undervattensstaden
- 1968 – Gasen i botten, Herbie
- 1971 – Sängknoppar och kvastskaft